# Jake Grove
Jake Grove (Johnson City, 22 gennaio 1980) è un ex giocatore di football americano statunitense che ha giocato nel ruolo di centro nella National Football League (NFL). Al college ha giocato a football alla Virginia Tech University vincendo il Rimington Trophy come miglior centro nel football universitario.

## Carriera professionistica
Stagione 2004
Grove è stato selezionato come 45ª scelta del Draft NFL 2004 dagli Oakland Raiders. Nella sua stagione da rookie ha giocato 9 partite di cui 8 da titolare.
Stagione 2005
Ha giocato 10 partite di cui 8 da titolare.
Stagione 2006
Ha giocato 16 partite, tutte da titolare.
Stagione 2007
Ha giocato 7 partite di cui 2 da titolare.
Stagione 2008
Ha giocato per 12 partite tutte da titolare recuperando un fumble. Nella 10ª settimana contro i Carolina Panthers si è infortunato al polpaccio e ha dovuto abbandonare il campo nel primo quarto, venendo sostituito da Chris Morris. Dalla 11ª alla 14ª settimana non ha giocato.
Stagione 2009
Il 3 marzo dopo essere finito sul mercato dei free agent ha firmato un contratto di 5 anni per 30 milioni di dollari di cui 14,5 milioni garantiti con i Miami Dolphins. Ha giocato 12 partite di cui 10 da titolare. Il 9 settembre dell'anno successivo è stato svincolato.

## Palmarès
- Rimington Trophy - 2003